# Adam Kisiel

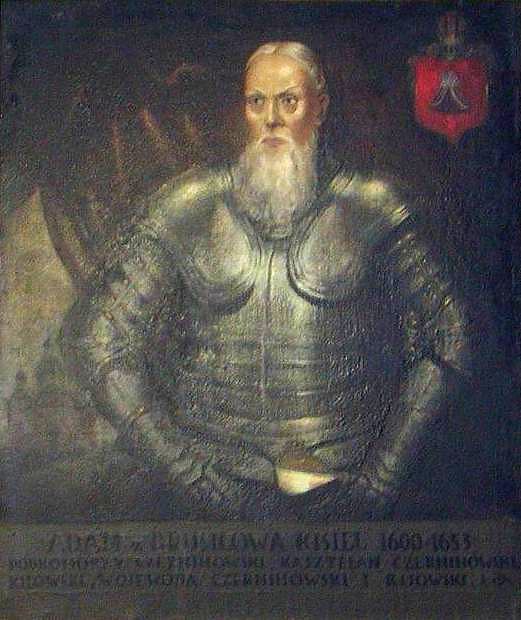
Adam Kisiel vor 1653

Adam Kisiel (ukrainisch Адам Кисіль Adam Kyssil, polnisch Adam Kisiel, * 1580 oder 1600; † 3. Mai 1653 in Brest) war ein polnischer Magnat und zwischen 1650 und 1653 Woiwode der Woiwodschaft Kiew.

## Leben
Kisiel trat 1629 als Vertreter von König Sigismund III. Wasa auf dem Kirchenrat in Kiew auf, der zum Zweck der Vereinbarkeit von Anhängern der orthodoxen und der unierten griechisch-katholischen Kirche in der Ukraine einberufen wurde. Während der Erhebung in der Ukraine von 1637 bis 1638 verhandelte er als Mitglied der polnischen Regierungskommission mit den Aufständischen unter Pawlo Pawljuk (Павло Михнович Павлюк). Im Jahre 1639 wurde er Kastellan von Tschernigow und 1641 wurde er ein Senator der Rzeczpospolita. Während des Chmelnyzkyj-Aufstandes war er ab 1649 einer der zentralen Figuren in den Verhandlungen mit den Saporoger Kosaken unter Bohdan Chmelnyzkyj zur Beendigung des Aufstandes. Seine tolerante Haltung bei dem Versuch, einen Kompromiss für beide Parteien zu finden, führte zu Beschuldigungen beider Seiten gegen ihn. Zwischen 1650 und 1653 war er Woiwode der Woiwodschaft Kiew.
Seine hohen Ämter nutze er zur Anhäufung eines großen Vermögens mit ausgedehnten Latifundien in den Woiwodschaften Kiew, Wolhynien und Tschernigow und wurde so zu einem der reichsten Männer in der Ukraine. Er starb 1653 in Brest und wurde in der Familienkirche in Nyskynytschi (Низкиничі, heute in der ukrainischen Oblast Wolyn, Rajon Iwanytschi) begraben.